# Santa Mônica (Califórnia)
Santa Mônica (português brasileiro) ou Santa Mónica (português europeu) (em inglês:  Santa Monica) é uma cidade localizada no estado norte-americano da Califórnia, no condado de Los Angeles. É uma cidade costeira no oeste da região metropolitana da cidade de Los Angeles, situada na baía de Santa Mônica e banhada pelo Oceano Pacífico. Foi incorporada em 1886.
Por seu clima agradável, Santa Mônica havia se tornado destino turístico desde antes do século XX, mas foi a partir da década de 1980, com a revitalização de atrações turísticas, que a cidade consolidou-se como pólo turístico e de oportunidades de emprego.

## Geografia
De acordo com o Departamento do Censo dos Estados Unidos, a cidade tem uma área de 44,5 km², dos quais 21,8 km² estão cobertos por terra e 22,7 km² por água.

## Demografia
Segundo o censo nacional de 2010, a sua população é de 89 736 habitantes e sua densidade populacional é de 4 119,7 hab/km². Possui 50 912 residências, que resulta em uma densidade de 2 337,4 residências/km².

## Atrações turísticas e culturais
O hipódromo de Santa Mônica, onde o famoso carrossel é patrimônio histórico nacional estadunidense. Localizado no píer de Santa Mônica, foi construído no ano de 1909.
O "Majestic" é o mais antigo cinema da cidade. Também conhecido como Mayfayr Theatre, construído no ano de 1912, deixou de funcionar em 1994 após o terremoto de Northridge.
Termina em Santa Mônica a histórica Route 66.

## Marcos históricos
O Registro Nacional de Lugares Históricos lista oito marcos históricos em Santa Mônica, dos quais apenas um é Marco Histórico Nacional, o Santa Monica Looff Hippodrome. O primeiro marco foi designado em 11 de abril de 1977 e o mais recente em 26 de junho de 2019, o Bay Street Beach Historic District.